# きょうは会社休みます。
『きょうは会社休みます。』（きょうはかいしゃやすみます。）は、藤村真理による日本の漫画作品。『Cocohana』（集英社）2012年1月号（創刊号）から2017年3月号まで連載された。単行本全13巻。小説全2冊。
2014年10月期に日本テレビ系でテレビドラマ化された。

## あらすじ
これまでの人生で一度も彼氏が出来たことがないOLの青石花笑は、処女のまま33歳の誕生日を迎え悲嘆していた。会社のアルバイトの青年・田之倉悠斗と酒を飲み、次第に酔っ払っていった花笑が翌朝目を覚ますと、田之倉と一夜を共にした後だった。酔って記憶を失い、処女喪失の実感が全く湧かない花笑だったが、田之倉と付き合うことになっており、花笑の初めての恋愛が始まる。

## 登場人物
青石花笑（あおいし はなえ）
本作の主人公。33歳。事務職OL。年齢 = 彼氏いない歴 = 処女だった。
毎朝一番に出社する地味で真面目な社員だったが、33歳の誕生日に田之倉と一夜を共にした。親友からは交際を止められたが、勇気を出して一歩踏み出す決意をし、見た目のイメージチェンジを図るところからスタートした。眼鏡を外して酒を飲むと酔いが回りやすく、大胆な性格になる。
田之倉悠斗（たのくら ゆうと）
花笑の恋人。21歳。大学生。花笑と同じ会社でアルバイトをしている。恋愛経験は豊富。大学卒業後は大学院に進学する予定。
朝尾侑（あさお ゆう）
花笑が勤める会社と同じビルの3階に入っている食品輸入卸会社「アルバ・トレーディング」のCEO。35歳。女性の扱いに長けており、「できる男」を具現化したような男性。
時々見かけていた地味で平凡だった花笑の変化に気付き親しくなる。女性にモテるが、結婚は面倒くさいと考えている。軽薄な言動をしつつも、花笑の相談に的確なアドバイスをしてくれ、恋愛初心者である彼女の言動に楽しみを見出し、突如自分との結婚を持ちかけるなど、花笑を気に入っている。後にCEOを解任され、自分で会社を立ち上げる。
大川瞳（おおかわ ひとみ）
花笑と同じ会社の後輩のOL。恋愛に対しかなりドライな感覚を持ち、特に結婚は経済的に安定的な相手を望んでいる。その対象として朝尾を狙っている。

## 書誌情報

### 漫画
- 藤村真理 『きょうは会社休みます。』 集英社 〈マーガレットコミックス〉、全13巻
  1. 2012年04月25日発売[3]、『Cocohana』2012年1月号[1] - 4月号、ISBN 978-4-08-846769-6
  2. 2012年08月24日発売[4]、『Cocohana』2012年5月号 - 8月号、ISBN 978-4-08-846820-4
    - きょうは会社休みます。-プロローグ-（『コーラス』2011年11・12月合併号別冊ふろく『Cocohana』0号）

  3. 2013年02月25日発売[5]、『Cocohana』2012年11月号 - 2013年2月号、ISBN 978-4-08-845002-5
    - きょうは会社休みます。特別番外編（『Cocohana』2012年10月号）

  4. 2013年07月25日発売[6]、『Cocohana』2013年4月号 - 7月号、ISBN 978-4-08-845076-6
  5. 2013年12月25日発売[7]、『Cocohana』2013年9月号 - 12月号、ISBN 978-4-08-845149-7
  6. 2014年05月23日発売[8]、『Cocohana』2014年2月号 - 5月号、ISBN 978-4-08-845217-3
  7. 2014年09月25日発売[9]、『Cocohana』2014年7月号 - 9月号、ISBN 978-4-08-845274-6
  8. 2015年02月25日発売[10]、『Cocohana』2014年11月号 - 2015年2月号、ISBN 978-4-08-845353-8
  9. 2015年07月24日発売[11]、『Cocohana』2015年4月号 - 7月号、ISBN 978-4-08-845424-5
  10. 2015年12月25日発売[12]、『Cocohana』2015年9月号 - 12月号、ISBN 978-4-08-845504-4
  11. 2016年05月25日発売[13]、『Cocohana』2016年1月号、3月号 - 5月号、ISBN 978-4-08-845583-9
  12. 2016年10月25日発売[14]、『Cocohana』2016年7月号 - 10月号、ISBN 978-4-08-845658-4
  13. 2017年03月24日発売[15]、『Cocohana』2016年12月号 - 2017年3月号[2]、ISBN 978-4-08-845739-0
- その他
  - きょうは会社休みます。 番外編（『Cocohana』2017年5月号、『少女少年学級団』8巻収録。）

### 小説
- 原作：藤村真理、著者：七緒 『きょうは会社休みます。〜The First Valentine〜』 集英社 〈ココハナマーガレットノベルス〉
  1. 2015年02月25日発売[16]、ISBN 978-4-08-703346-5
- 原作：藤村真理、著者：七緒 『きょうは会社休みます。〜The Christmas Episode〜』 集英社 〈ココハナマーガレットノベルス〉
  1. 2015年12月25日発売[17]、ISBN 978-4-08-703386-1

### 単行本未収録作品
- きょうは会社休みます。番外編[18]（『Cocohana』2022年1月号）

## テレビドラマ
2014年10月15日から12月17日まで毎週水曜日22時 - 23時に、日本テレビ系の「水曜ドラマ」枠で放送された。主演は綾瀬はるか。

### キャスト
詳細な人物設定は原作の登場人物を参照。本項ではドラマ独自の人物設定を記載。

#### 主要人物
- 青石花笑 - 綾瀬はるか（少女期：信太真妃）
- 田之倉悠斗 - 福士蒼汰[21]（少年期：多賀蓮真）
- 朝尾侑 - 玉木宏[21]

#### 帝江物産横浜支社食品部デザート原料課
- 大川瞳 - 仲里依紗
- 大城壮 - 田口淳之介（当時：KAT-TUN）
- 加々見龍生 - 千葉雄大
- 鮫島栄彦 - 水上剣星
- 勝浦大知 - 渡辺邦斗
- 浅田哲也 - 井川哲也
- 町田直隆 - 神農直隆
- 高橋泰成 - 金原泰成
- 羽生朋広 - 中津川朋広
- 鈴木俊樹 - 畑俊樹
- 立花貴昭（課長） - 吹越満

#### 青石家
- 青石巌 - 浅野和之
- 青石光代 - 高畑淳子
- マモル - ジェントル

#### その他
キャスト名横の表記は出演回。
- 笹野一華 - 平岩紙
  - 花笑の親友であり、同級生。何かと花笑から恋の相談を受ける。娘が1人居る。
- 武士沢吉洋 - 田口浩正
  - 花笑と田之倉がよく通う、お店の店主。ニックネームはブッシー。
  - 大学の講師である戸崎が、田之倉にこのお店を紹介した。（第8話）
- 鳴前ひろ乃 - 古畑星夏[22]
  - 花笑が通う、鳴前歯科医の娘。田之倉が初恋相手。（第2話 - 第6話）
- 笹野さやか - 平澤宏々路
  - 一華の娘。
- イタリア人シェフ - ベリッシモ・フランチェスコ（第4・6・10話）
- 大磯徳太郎 - 大河内浩（第5話）
- 不動 - 音尾琢真（第7話）
- 田之倉時子 - 鈴木杏樹[23][リンク切れ]（第8話 - 第9話）
  - 田之倉悠斗の母。料理研究家。京都在住。
- 戸崎啓子 - 香椎由宇（第8話 - 第10話）
  - 田之倉が通う、大学の講師。
- 柴山太 - 佐戸井けん太（第8話 - 第9話）

### スタッフ
- 原作 - 藤村真理『きょうは会社休みます。』（「Cocohana」連載 / 集英社マーガレットコミックス刊）
- 脚本 - 金子茂樹
- 音楽 - 得田真裕
- 演出 - 中島悟、狩山俊輔
- 主題歌 - 槇原敬之「Fall」（WORDS&MUSIC / Buppu Label）[24]
- 脚本協力 - 掛須夏美
- 演出補 - 山田信義
- 音楽プロデューサー - 志田博英
- 美術デザイン -高野雅裕、高橋太一
- オープニングタイトル - 熊本直樹
- アクションコーディネイト - 佐々木修平
- 劇中料理 - 赤堀博美
- 特殊メイク - 梅沢壮一
- 協力 - 『フランシス・ハ』（配給：エスパース・サロウ）
- チーフプロデューサー - 神蔵克
- プロデューサー - 櫨山裕子、秋元孝之（オフィスクレッシェンド）
- アシスタントプロデューサー - 小田玲奈
- 制作協力 - オフィスクレッシェンド
- 製作著作 - 日本テレビ

### 放送日程
| 各話                                                       | 放送日   | サブタイトル               | ラテ欄                           | 演出            | 視聴率 |
| ---------------------------------------------------------- | -------- | -------------------------- | -------------------------------- | --------------- | ------ |
| 第1話                                                      | 10月15日 | こじらせ女の初恋           | 30才残念OLに恋の嵐がキター!      | 中島悟          | 14.3%  |
| 第2話                                                      | 10月22日 | こじらせ女のラブメール     | 初めての彼は9歳年下恋愛サギ師!?  | 中島悟          | 17.0%  |
| 第3話                                                      | 10月29日 | こじらせ女のお泊りデート   | 初カレの家…甘いムードで大惨事!   | 狩山俊輔        | 17.1%  |
| 第4話                                                      | 11月05日 | こじらせ娘とこじらせ父     | 大ピンチ! 30娘年下彼氏に父激怒り | 中島悟          | 17.3%  |
| 第5話                                                      | 11月12日 | こじらせ女の初修羅場       | 恋のライバル現る! 痛恨の初修羅場 | 狩山俊輔        | 15.8%  |
| 第6話                                                      | 11月19日 | こじらせ女にサインください | 新しい靴は復縁サイン? 壁ドン悲劇 | 中島悟          | 15.5%  |
| 第7話                                                      | 11月26日 | こじらせ女のお部屋探し     | お試し同棲で恋終了? 魔法の頭ポン | 狩山俊輔        | 16.3%  |
| 第8話                                                      | 12月03日 | こじらせ女の孤独           | 一生孤独? 彼の母に決死の結婚宣言 | 中島悟          | 14.1%  |
| 第9話                                                      | 12月10日 | こじらせ女の恩返し         | 別れの温泉卓球 奇跡のプロポーズ! | 中島悟          | 15.9%  |
| 最終話                                                     | 12月17日 | こじらせ女の選択           | 恋の最終選択 ラストこじらせ発動  | 中島悟 狩山俊輔 | 16.9%  |
| 平均視聴率 16.0%（視聴率は関東地区、ビデオリサーチ社調べ） |          |                            |                                  |                 |        |

- 第1話と最終話は22時 - 23時10分の10分拡大放送。

### 受賞
- 東京ドラマアウォード2015[26]
  - 連続ドラマ部門・優秀賞
- 第18回日刊スポーツ・ドラマグランプリ[27]
  - 主演女優賞（綾瀬はるか）
- 第83回ザテレビジョンドラマアカデミー賞[28]
  - 主演女優賞（綾瀬はるか）

| 日本テレビ系 水曜ドラマ                             | 日本テレビ系 水曜ドラマ                              | 日本テレビ系 水曜ドラマ          |
| 前番組                                              | 番組名                                               | 次番組                           |
| --------------------------------------------------- | ---------------------------------------------------- | -------------------------------- |
| ST 赤と白の捜査ファイル （2014年7月16日 - 9月17日） | きょうは会社休みます。 （2014年10月15日 - 12月17日） | ○○妻 （2015年1月14日 - 3月18日） |